# Ekaterina Mtsitouridzé
Ekaterina (Katia) Akakievna Mtsitouridzé (Екатери́на Ака́киевна Мцитури́дзе) (géorgien : ეკატერინე აკაკის ასული მწითურიძე; née le 10 janvier 1972, à Tbilissi en république socialiste soviétique de Géorgie) est une journaliste russe d'origine géorgienne, critique et spécialiste de cinéma, ancienne rédactrice en chef du magazine Variety Russia, directrice de Roskino (en 2011-2020), experte de cinéma pour la chaîne Perviy Kanal, productrice générale et auteur de conception du média forum international de Saint-Pétersbourg.
Elle est membre de l'union des cinéastes de Russie, membre de l'union des journalistes de Russie et de l'association internationale des journalistes, de la fédération internationale de la presse cinématographique, de l'académie nationale des arts et sciences cinématographiques, titulaire d'une maîtrise de sciences historiques. Elle a participé à de nombreux festivals de cinéma, dont Cannes, Venise, Los Angeles.

## Biographie
Katia Mtsitouridzé termine la faculté d'histoire et de cinéma de l'université d'État de Tbilissi. Son diplôme d'histoire est consacré aux missionnaires italiens du XVIIe siècle, et celui de cinéma à l'œuvre d'Otar Iosseliani. Elle obtient une maîtrise de sciences historiques.
En 1991-1994, elle travaille en Géorgie au magazine Cinéma, au journal Les Nouveautés de l'écran et sur la 2e chaîne de la télévision géorgienne.
Elle s'installe en 1994 à Moscou. En 1995, elle est assistante du président du XIXe festival international du film de Moscou, le réalisateur Sergueï Soloviov.
À partir de 1996, elle tient la rubrique cinéma de l'émission télévisée matinale Dobroïe outro (Bonjour) sur Perviy Kanal. En juin 2001, elle est membre du jury FIPRESCI au XXIIIe festival international du film de Moscou. En mai 2002, elle est membre du jury FIPRESCI au festival de Cannes. En juin 2003, elle membre du jury des films débutants du XXVe festival international du film de Moscou. En mai 2008, elle est membre du jury « Un certain regard » au festival de Cannes dont elle est directrice du pavillon russe. En avril 2011, elle est nommée par le ministère de la culture directrice générale de Roskino. Elle s'occupe de la campagne internationale de promotion du film Faust d'Alexandre Sokourov. En novembre 2012, elle conclut un accord avec le portail Internet américain HULU sur la distribution de douze films nouveaux russes. En mai 2013, Katia Mtsitouridzé conclut un accord avec HULU pour la distribution de séries russes de la chaîne STS. En octobre de cette même année, elle devient productrice générale du média forum international de Saint-Pétersbourg.
En 2015, elle est membre du jury du 1er festival juif de cinéma de Moscou et de même en 2016. En octobre 2017, Katia Mtsitouridzé raconte à la presse qu'elle a subi par deux fois du harcèlement sexuel: en 2003 au festival international de cinéma de Berlin et en 2004 au festival international de cinéma de Venise de la part du producteur américain Harvey Weinstein,,.
En décembre 2019, le ministre de la culture de la fédération de Russie, Vladimir Medinski, déclare que Katia Mtsitouridzé va bientôt quitter son poste à Roskino,. Cela est effectif en février 2020.